# Mężyki
Mężyki – kolonia wsi Grzędzice w Polsce, położona w województwie zachodniopomorskim, w powiecie stargardzkim, w gminie Stargard. Wchodzi w skład sołectwa Grzędzice.
W latach 1975–1998 Mężyki administracyjnie należały do województwa szczecińskiego.
Założona w latach dwudziestych XX wieku.